# 앙골라아프리카겨울잠쥐
앙골라아프리카겨울잠쥐(Graphiurus angolensis)는 겨울잠쥐과에 속하는 설치류의 일종이다. 앙골라 중부와 북부 지역의 토착종이며, 잠비아 서부 지역의 7군데에서 기록된 적이 있다. 자연 서식지는 아열대 또는 열대 기후 지역의 건조림이다. 해발 1000~2000m에서 발견되지만, 정확한 개체군은 알려져 있지 않고, 흔한 종으로 추정하지는 않는다.